# Don Camilo

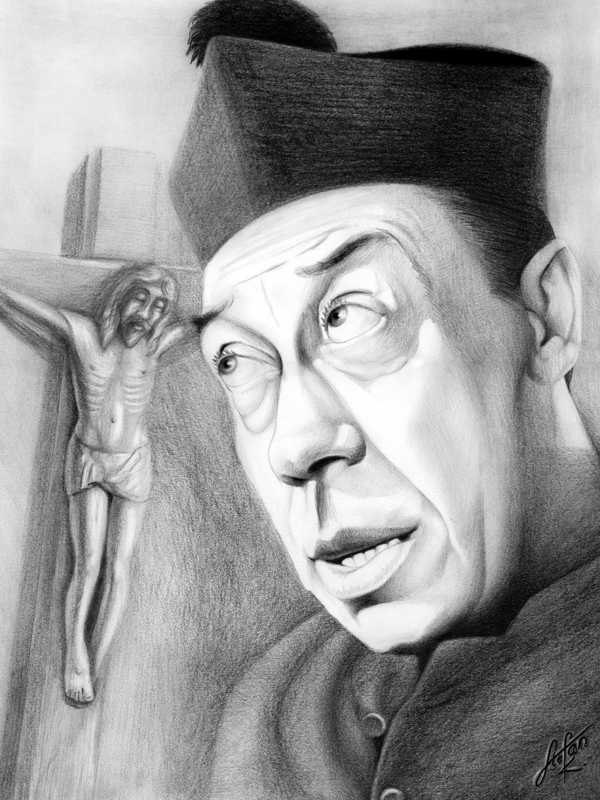
Don Camilo

Don Camilo (Don Camillo en versión original) es un personaje creado por el escritor italiano Giovannino Guareschi a través de cuentos y novelas conocidos como el ciclo del «Pequeño Mundo», en el cual se relatan las aventuras de este cura de pueblo y del alcalde comunista Pepón (Giuseppe «Peppone» Bottazzi) en la posguerra italiana. Ambos personajes representan posturas políticas enfrentadas y luchan entre sí denodadamente, pero al verse ante conflictos más universales tienden a unir fuerzas a regañadientes y a descubrir su mutua buena voluntad. Por supuesto, Don Camilo termina ganando o empatando moralmente la mayoría de las disputas, ya que este personaje refleja la posición cristiana y anticomunista del autor. Pepón está presentado como un hombre tosco de campaña, aunque con un corazón de oro.
Otros personajes de una saga que casi monopolizan estos dos personajes son: el Cristo del altar mayor, con el que Don Camilo mantiene conversaciones que solo él puede escuchar, Ful, el perro cazador de Don Camilo, y los esbirros de Pepón, siempre designados por apodos: El Pardo, El Flaco, El Brusco...
La acción se sitúa sobre todo en un pueblo de la ribera del Po y en sus inmediaciones. En el primer libro, Guareschi presenta a Don Camilo como arcipreste de Ponteratto (circunscripción imaginaria).
La serie de novelas del ciclo de "El pequeño mundo" se compone de las siguientes: 
- "Don Camilo" (1948)
- "El retorno de Don Camilo" (1953)
- "El camarada Don Camilo" (1963)
- "Don Camilo y los jóvenes de hoy" (1969)

Existen otras publicaciones del mismo ciclo, aunque póstumas, que están compuestas de relatos ya publicados junto con historias originales. Como por ejemplo:
- "Esa gente" (1980)
- "El lechuguino pálido" (1981)
- "El décimo clandestino" (1982)
- "Los del terruño" (1983)
- "El año de don Camilo" (1986)

## Creación y concepción del personaje
El personaje literario Don Camilo está basado en un sacerdote que existió realmente: Don Camillo Valota, quien era un sacerdote católico que se unió durante la Segunda Guerra Mundial a los Partisanos de Italia, poco después de que la Italia del Sur desertara de las potencias del Eje para unirse a Los aliados en batalla. Motivo por el cual fue arrestado y enviado a la prisión de Dachau (en Alemania) y más tarde a la de Mauthausen (en Austria).

## Apariciones
Don Camilo es junto a Pepon, el protagonista de las historias de "Un mundo pequeño" y a través de la historia va evolucionando como lo haría cualquier ser humano en la vida real.

### Don Camilo
En la primera parte Don Camilo ejerce como el único arcipreste del pueblo y se relatan encontronazos entre los Reaccionarios (capitalistas) y los Rojos (comunistas). Peleas en las que frecuentemente deben intervenir los carabineros (policía italiana de la época). La primera entrega culmina con la muerte de Pizzi, uno de los reaccionarios a manos de un Rojo no identificado. La gente especula que fue un suicidio por lo que no debe permitírsele una misa ni ser enterrado en tierra consagrada, a pesar de esto Don Camilo lo acompaña hasta el cementerio y le brinda todos los servicios acostumbrados.

### El retorno de don Camilo

Estatua de Gino Cervi como el alcalde Peppone ante el ayuntamiento de Brescello, el pueblo donde se rodaron las películas de Don Camilo.

El segundo libro comienza con la población incómoda por las insinuaciones de Don Camilo en su periódico, quien sostiene que la muerte de Pizzi fue un asesinato; misterio que se resuelve después. 
Y termina con el capítulo "El murallón" en el que Manasca hijo propone a Pepón un negocio de mutuo beneficio, un despachador de gasolina que generara muchos empleos. El único problema es una antigua capillita en la esquina del terreno que tiene una imagen de la virgen pintada en una placa sobre el muro. Los trabajadores comienzan el derribo de los alrededores pero luego se desata una polémica sobre si deben o no derribar la capillita. Finalmente la estructura se derrumba sola por el ajetreo de las máquinas y la placa cae intacta al suelo, resolviendo el problema para todos.

### El camarada don Camilo
El tercer libro comienza con el relato de como Pepón ganó la quiniela y una gran suma de dinero, luego habla sobre un viaje a Rusia que Pepón está organizando por instrucciones del partido y en el que solo irán los mejores elementos. Don Camilo aprovecha un favor que Pepón le debe para colarse en el viaje y ver la Rusia comunista. La comisión parte y se suscitan muchas aventuras, finalmente el libro culmina con la vuelta a Italia y el descubrimiento de que la camarada Petrovna deserto de su puesto para casarse con el camarada Nanni Scamoggia.

### Don Camilo y los jóvenes de hoy
Comienza con la relación sobre quien es “Veneno”, que resulta ser Michelle Bottazzi, el hijo más joven de Pepon y su dolor de cabeza pues es líder de una pandilla de motociclistas. Luego se habla de Elisabetta de apodo Cat (Caterpillar) quien es enviada por la madre y hermana de Don Camilo a vivir un tiempo bajo su tutela dado su enorme rebeldía. La joven se vuelve un dolor de cabeza para Don Camilo, igual que Michelle lo es para su padre. La historia desarrolla varias aventuras y termina con la boda estrambótica de ambos jóvenes.

## Adaptaciones al cine
Varias de estas historias fueron llevadas al cine. La primera adaptación, cuya buena repercusión de crítica y público acrecentó aún más la popularidad de los libros, fue una saga de cinco películas en coproducción franco-italiana con Fernandel y Gino Cervi en los papeles principales. Esas películas se filmaron principalmente en la localidad de Brescello.
- Don Camilo (1952)

- El regreso de Don Camilo (1953)

- Don Camilo y el honorable Peppone  (1955)

- Don Camilo, monseñor (1961)

- El camarada Don Camilo (1965)

La sexta película, la que sería Don Camilo y los jóvenes de hoy (Don Camillo e i giovani d'oggi), no se acabó en su momento por enfermedad de Fernandel, que sería fatal. Se hizo en 1972, con Gastone Moschin representando el personaje de Don Camilo y Lionel Stander el de Peppone.

Rótulo alemán de la
película de Terence Hill:
"Nadie da los puñetazos como Don Camilo"

Hay otras adaptaciones cinematográficas, como la interpretada por Terence Hill y Colin Blakely: Don Camilo, de 1983: un refrito de la de 1952 dirigido por el propio Hill, y menos afortunado. Los libros, en cambio, continúan reeditándose y traduciéndose.
En Colombia se adaptaron los libros en una comedia televisiva en la que se cambió la Italia Comunista por la violencia entre liberales y conservadores de finales de los años 40 e inicios de los 50. La comedia producida entre 1987 y 1988 por la desaparecida programadora Coestrellas, por Daniel Samper Pizano y Bernardo Romero Pereiro, fue protagonizada por Carlos "El Gordo" Benjumea como Don Camilo, Héctor Rivas como Pepón, Luis Fernando Múnera como la voz de Cristo y los actores Diego León Hoyos y Manuel Pachón como los esbirros de Pepón. La serie se emitió los lunes a las 10:30 PM por el antiguo Canal 2.

## Galería

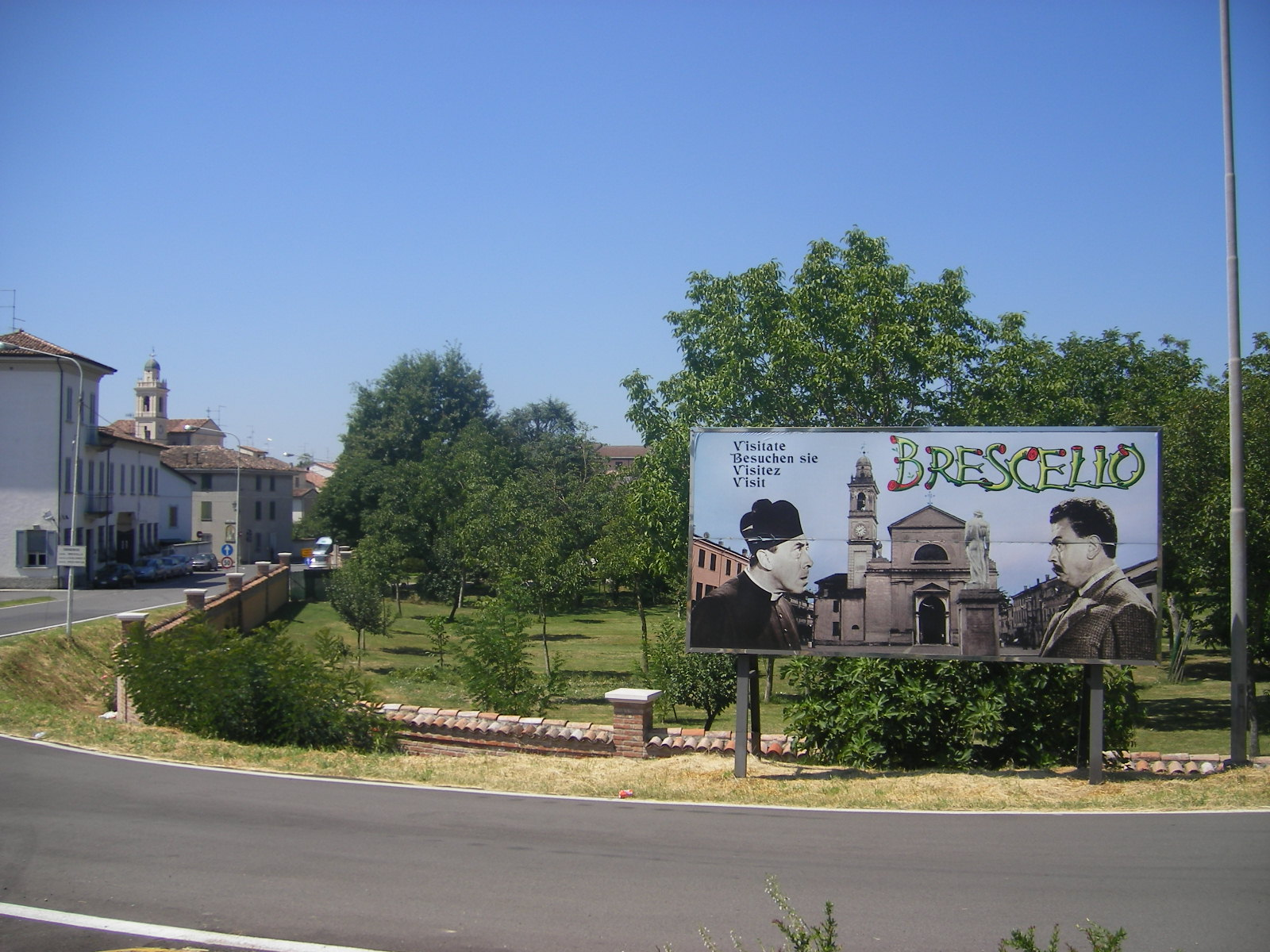
"Visite Brescello".
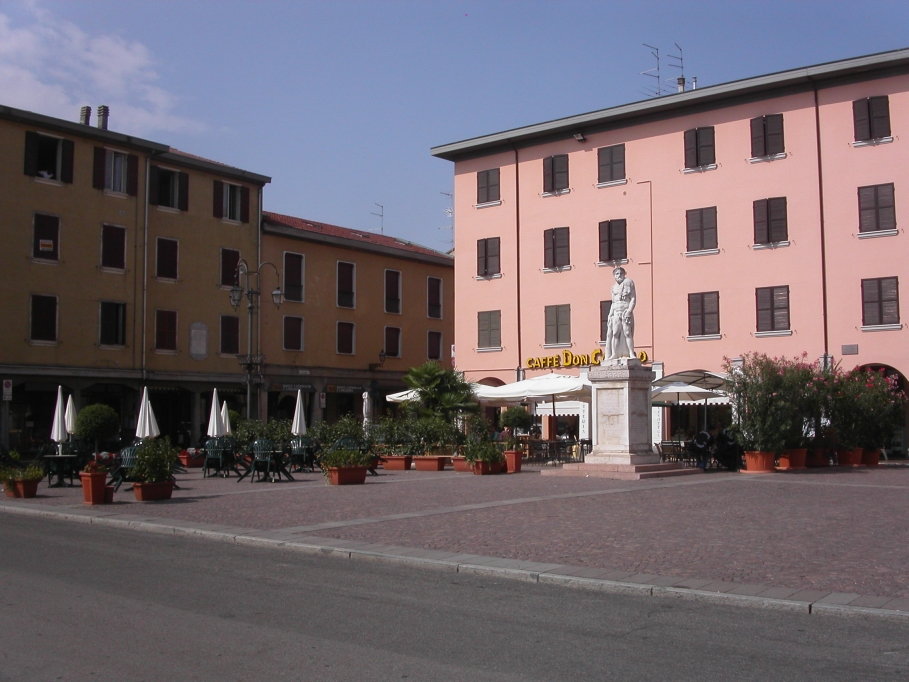
Plaza del ayuntamiento de Brescello.
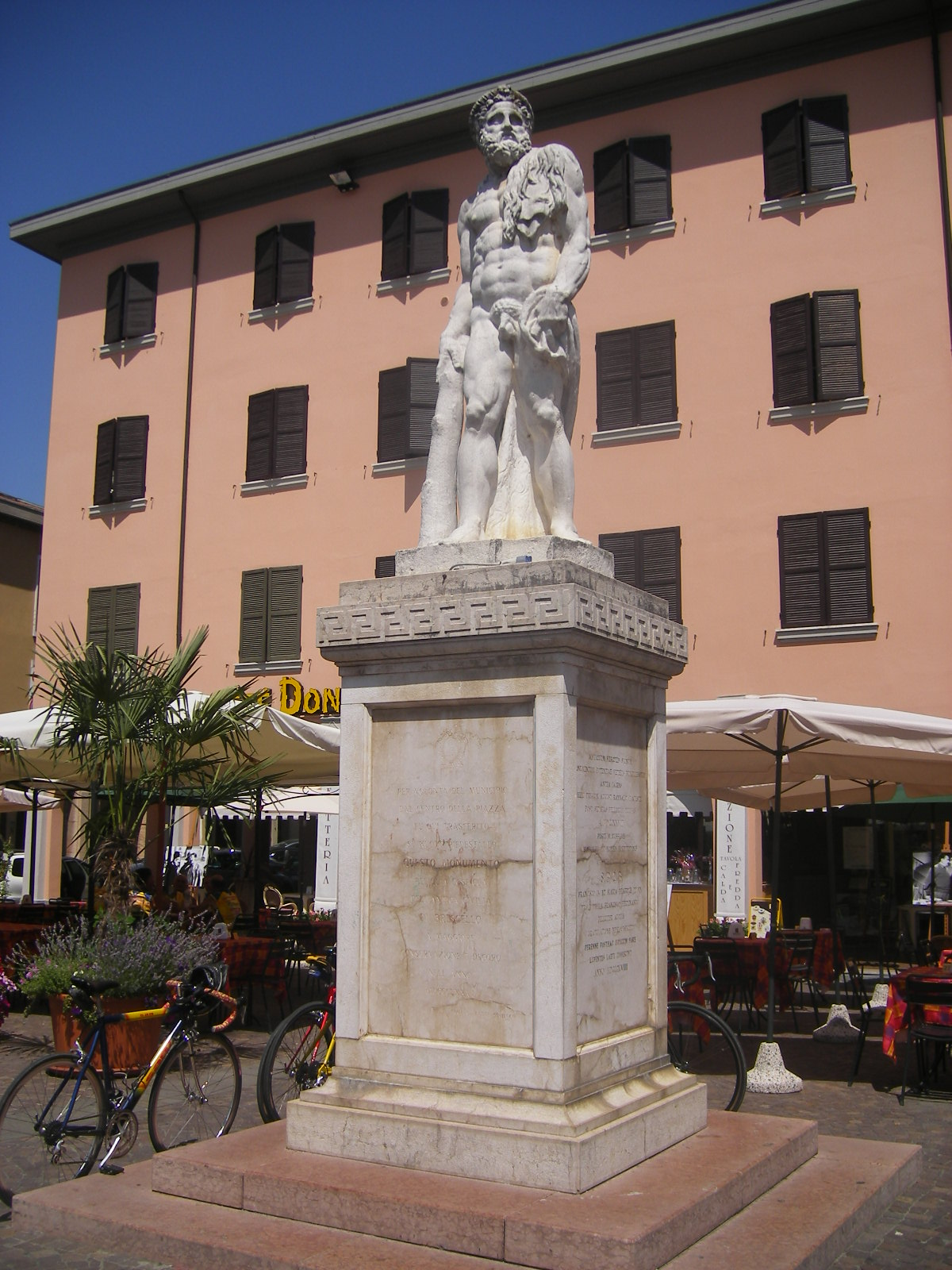
Un Hércules Farnesio que hay en la plaza de Brescello, como en la obra de Guareschi.
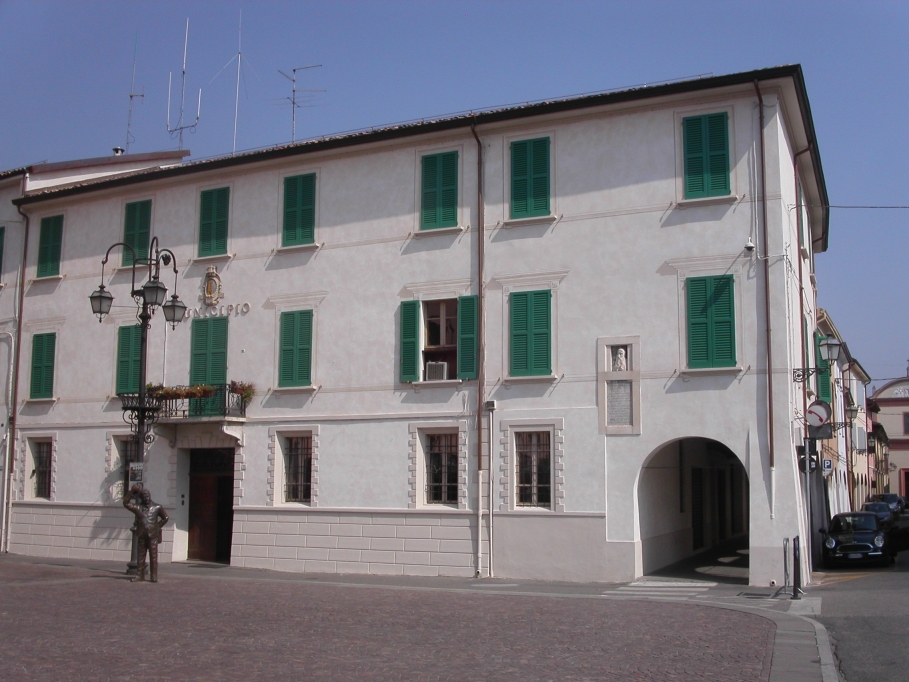
Ayuntamiento de Brescello con la estatua de Peppone.
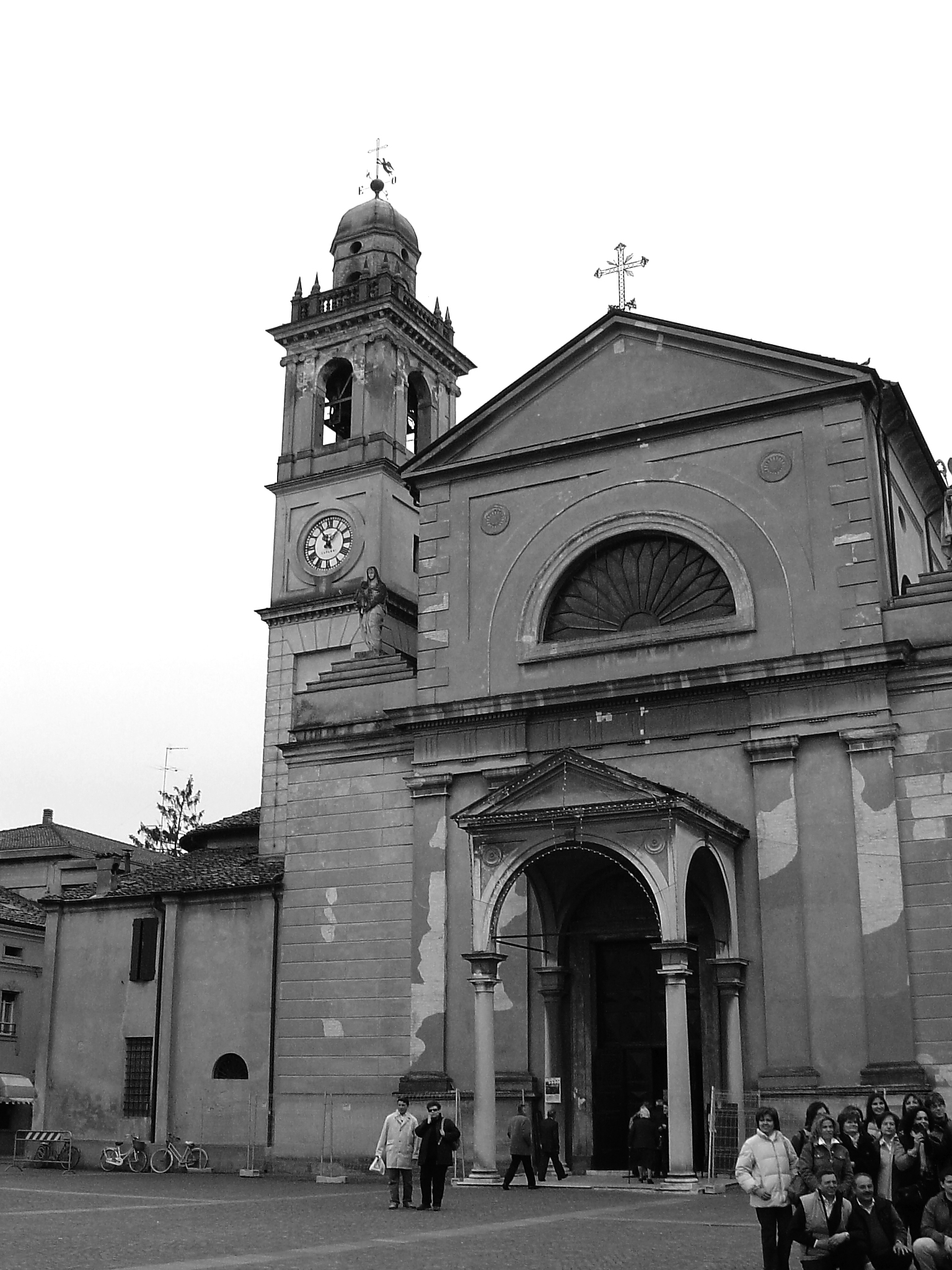
La iglesia.
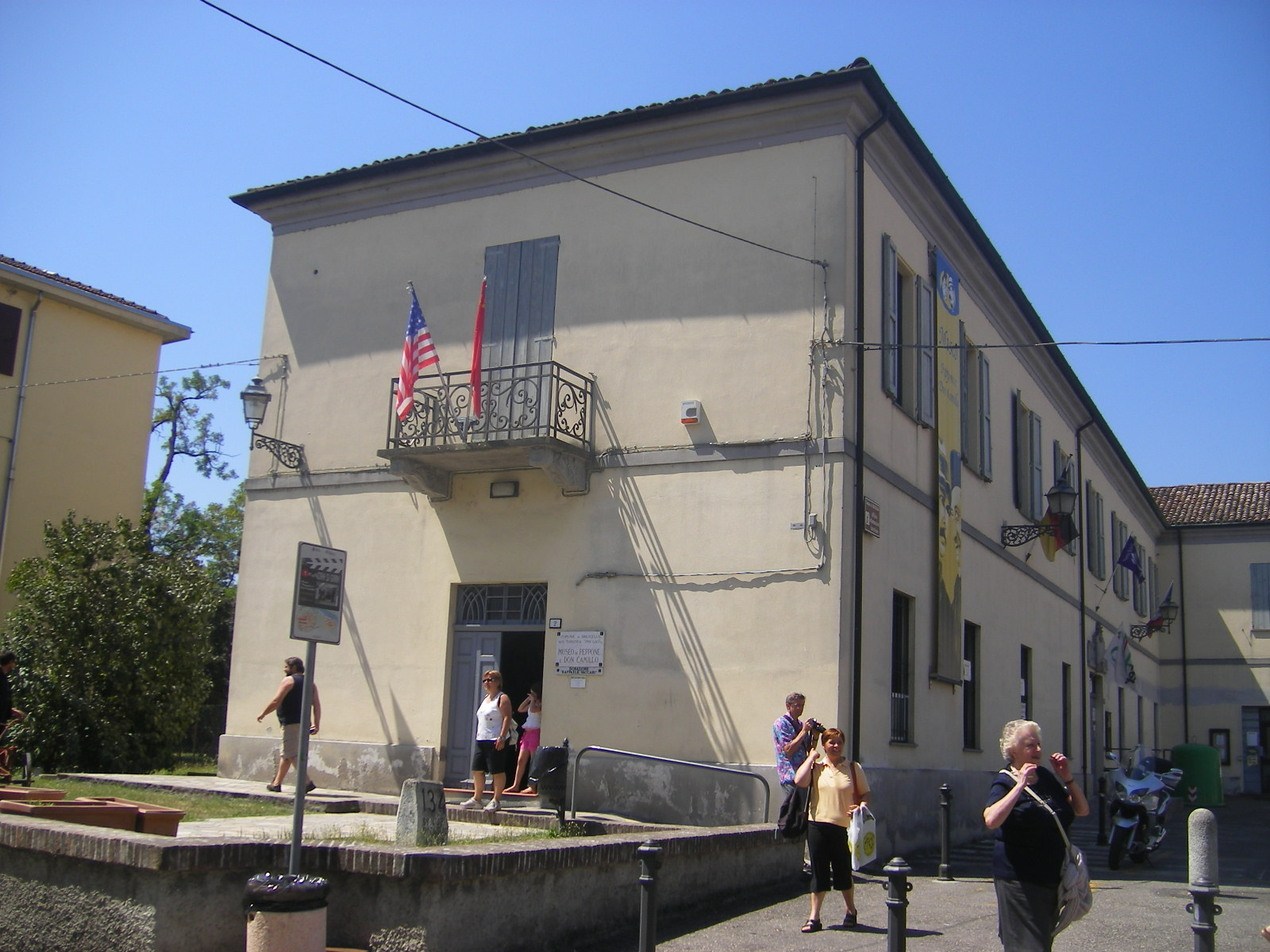
Museo de Peppone y Don Camilo.
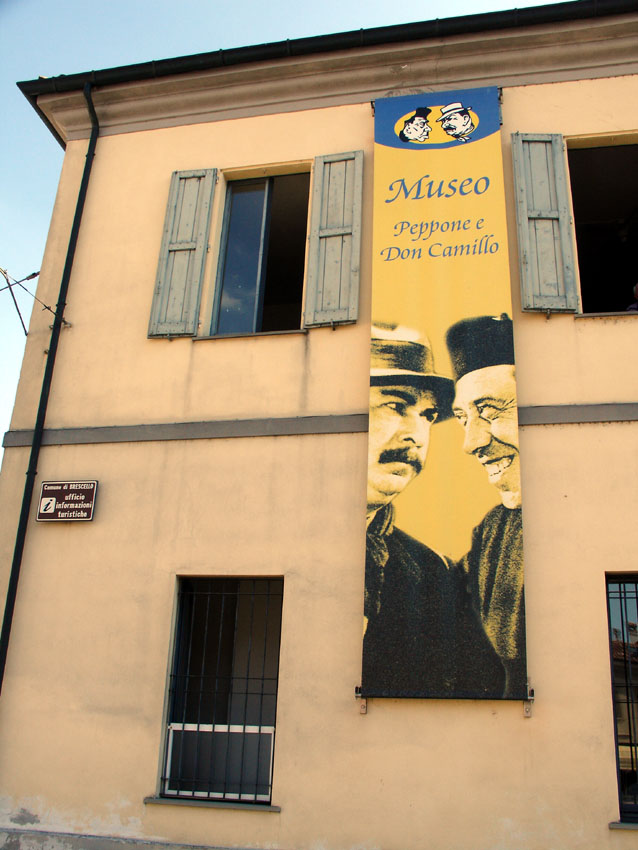
Fachada del museo.
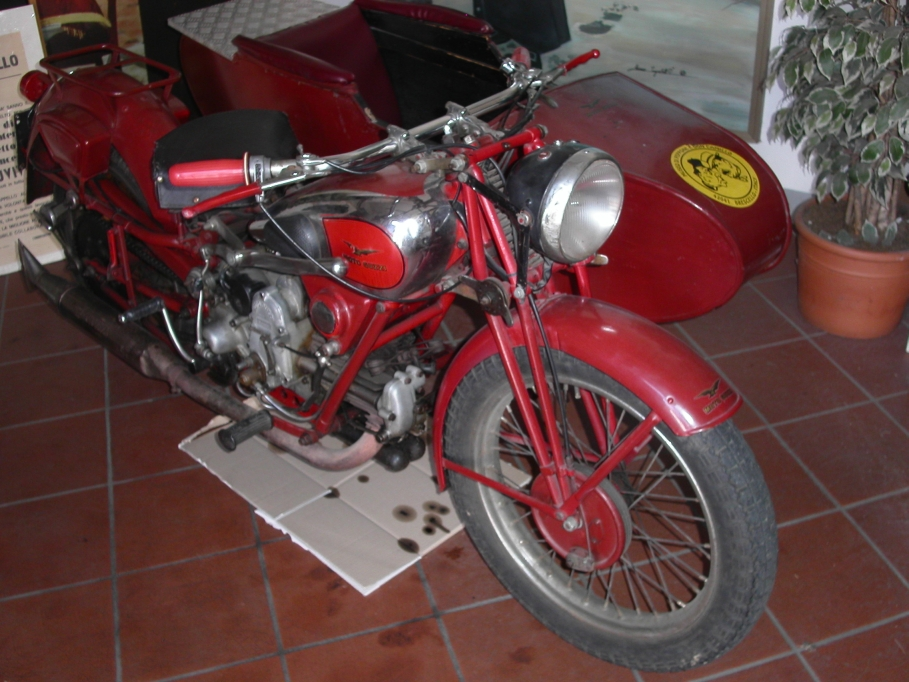
Moto Guzzi de Don Camilo.